# Порша (подокруг)
Порша (бенг. পোরশা, англ. Porsha) — подокруг на северо-западе Бангладеш. Входит в состав округа Наогаон. Образован в 1933 году. Административный центр — город Порша. Площадь подокруга — 252,83 км². По данным переписи 1991 года численность населения подокруга составляла 97 279 человек. Плотность населения равнялась 385 чел. на 1 км². Уровень грамотности населения составлял 7,8 %. Религиозный состав: мусульмане — 84,84 %, индуисты — 11,40 %, христиане — 0,59 %, буддисты — 1,50 %, прочие — 1,67 %.